# نوردورلاند ایسترا
منطقه شمال شرقی ایسلند (به لاتین: Northeastern Region (Iceland)) یکی از منطقه‌های کشور ایسلند است.

## خصوصیات
منطقه شمال شرقی ایسلند ۲۱٬۹۶۸ کیلومترمربع مساحت و ۲۸٬۶۱۸ نفر جمعیت دارد.